# Stig Pettersson
Stig Pettersson (Suecia, 26 de marzo de 1935) fue un atleta sueco especializado en la prueba de salto de altura, en la que consiguió ser subcampeón europeo en 1962.

## Carrera deportiva
En el Campeonato Europeo de Atletismo de 1962 ganó la medalla de plata en el salto de altura, con un salto por encima de 2.13 metros, siendo superado por el soviético Valeriy Brumel que batió el récord de los campeonatos con 2.21 metros, y por delante de otro soviético Robert Shavlakadze (bronce con 2.09 metros).